# 유전자 온톨로지
유전자 온톨로지(영어: gene ontology, GO)는 모든 생물 종에 걸쳐 유전자 및 유전자 산물 속성의 표현을 통합하기 위한 주요 생물정보학 이니셔티브이다. 이 프로젝트의 보다 구체적인 목표는 다음과 같다. 1) 유전자 및 유전자 산물 속성에 대한 통제 어휘를 유지하고 발전시킨다. 2) 유전자 및 유전자 산물에 주석을 달고, 주석 데이터를 통합하고 전파한다. 3) 프로젝트에서 제공하는 데이터의 모든 측면을 쉽게 접근할 수 있는 도구를 제공한다. 예를 들어 충분한 분석을 통해 유전자 온톨로지를 사용하여 실험 데이터의 기능적 해석을 가능하게 한다. GO는 OBO 파운드리의 초기 후보 멤버 중 하나인 Open Biomedical Ontologies의 더 큰 분류 노력의 일부이다.

## 같이 보기
- 생물정보학
- 효소